# Friedrichsschleuse

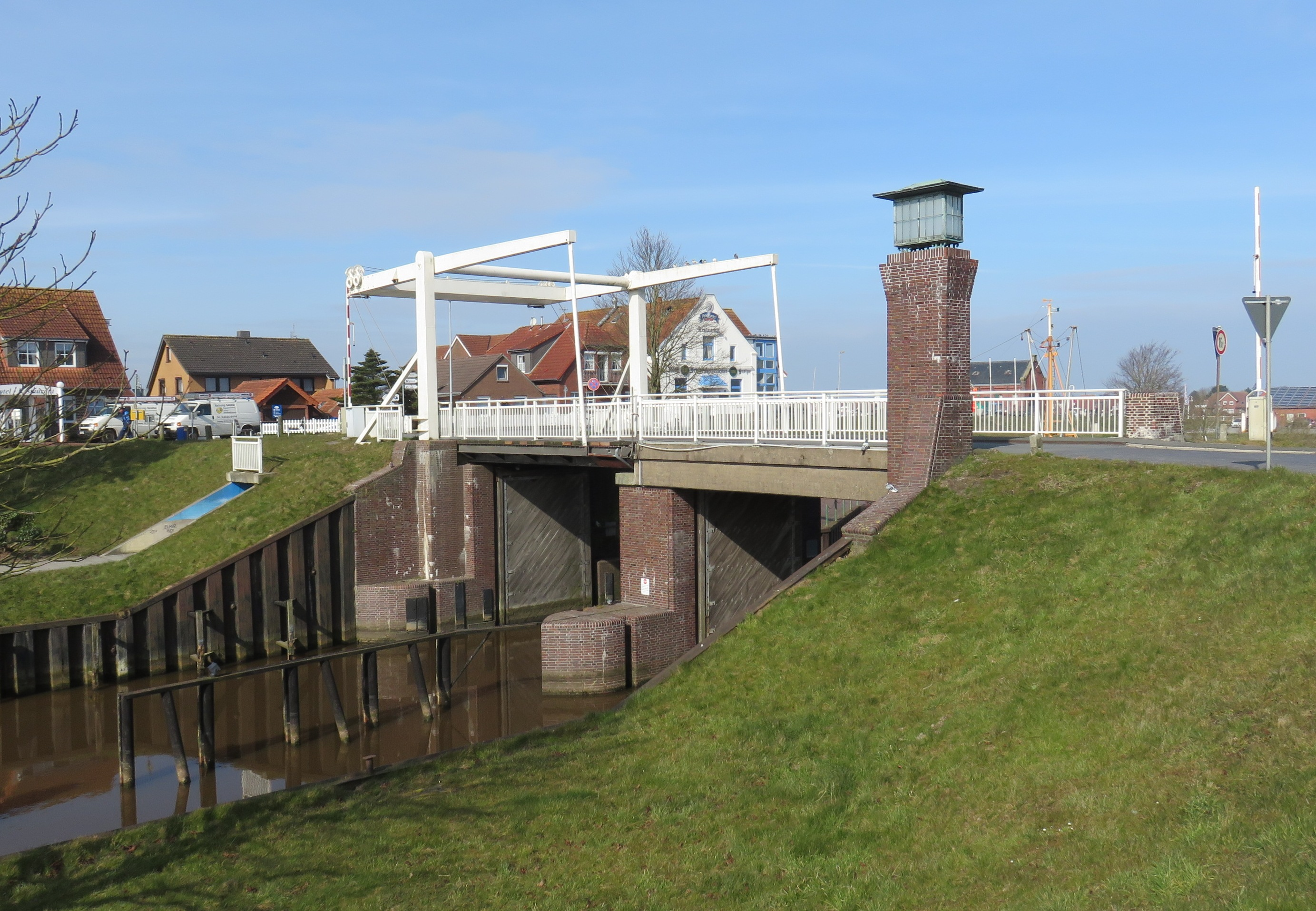
Binnenseite der Friedrichsschleuse mit den dauerhaft geöffneten Sieltoren

Die Friedrichsschleuse ist eine ehemalige Sielschleuse an der Harle in Ostfriesland. Um das Siel herum ist der Ort Friedrichsschleuse entstanden, der auf halber Strecke zwischen Carolinensiel und dem Fährhafen Harlesiel liegt. Lange Zeit bildete der Ort den seeseitigen Abschluss des Sielhafens von Carolinensiel. Seit der Gemeindereform 1972 gehören alle drei Orte zur Kreisstadt Wittmund.

## Namensgebung
Der Name der Schleuse geht zurück auf den Preußenkönig Friedrich den Großen, der seit 1744 auch Fürst von Ostfriesland war. Entsprechend dem Grenzvertrag von 1666 zur Aufteilung des aus der ehemaligen Harlebucht entstandenen Neulands liegt der Ort wie auch der gesamte Verlauf der Harle westlich der Goldenen Linie und damit auf friesischem Gebiet, also preußisch. Die östlichen Poldergebiete gehören danach zur Grafschaft Oldenburg. Da im Friesischen Schleuse und Siel die gleiche Bedeutung hatten, war der anfängliche Name der Schleuse Friedrichssyhl.

## Geschichte

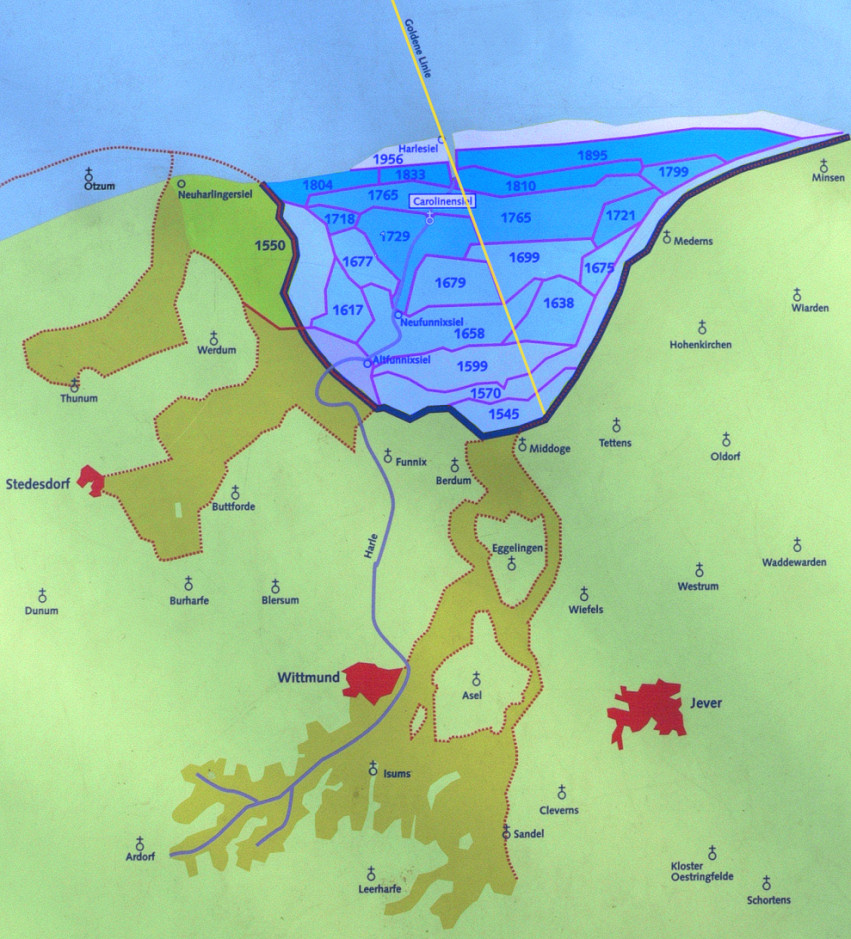
Ehemalige Harlebucht

Nach Eindeichung des Carolinengrodens – Groden bezeichnet in Friesland einen Polder – wurde am nördlichen Rand ein Siel an der Harle errichtet. 1730 erfolgte an der Stelle die Gründung von Carolinensiel und der Bau eines Sielhafens. Durch die weiteren Einpolderungen entstand einen Kilometer weiter nördlich eine neue Deichlinie, in der 1765 die Friedrichsschleuse angelegt wurde. Die offene Sielschleuse mit darüber liegender Klappbrücke gestattete den Segelschiffen mit Mast die freie Durchfahrt in den sicheren Hafen hinter dem Deich. Dadurch entwickelte sich Carolinensiel rasch zu einem wichtigen Handelshafen in Ostfriesland.
An der Brücke entstand der Ort Friedrichsschleuse mit einem neuen Außenhafen. Durch den einsetzenden Seebädertourismus wurde auch die Insel Wangerooge ab 1804 Seebad, die von einem Anleger unterhalb der Klappbrücke per Schiff erreichbar war. Die 1888 eröffnete Bahnlinie der Jever-Carolinensieler Eisenbahngesellschaft ermöglichte den Urlaubern eine komfortable Anfahrt mit der Bahn und den anschließenden Transfer per Kutsche vom Bahnhof zum Anleger.
Nach Verlängerung zur Bahnstrecke Jever–Harle konnten die Gäste ab 1890 bis an das Wattenmeer gelangen und im Hafen Harle das Boot besteigen. Die Strecke verlief im Vorland östlich der Goldenen Linie und war daher oldenburgisch.
Mit der Verbreitung der Eisenbahn und der Dampfschifffahrt ging die Bedeutung von Carolinensiel als Handelshafen zu Ende und der Hafen wandelte sich zum Fischereihafen mit Verlagerung zur Friedrichsschleuse. Durch die zurückgehende Nutzung verlandete der Sielhafen Carolinensiel immer mehr. Nach dem Bau des Hafens in Harlesiel Anfang der 1950er Jahre zogen die Fischer in den neuen Außenhafen und der alte Sielhafen verlor endgültig seine Hafenfunktion. Auch die Funktion als Sielschleuse war obsolet, sodass die hölzerne Klappbrücke entfernt wurde. Als Ersatz und im Hinblick auf den wachsenden Autoverkehr erhielten die Sieltore einen Betonüberbau. Die heute dort stehende Klappbrücke war 1990 gebaut worden, nachdem das Sielhafenmuseum in Carolinensiel 1984 gegründet worden war.

## Rettungsschuppen der DGzRS

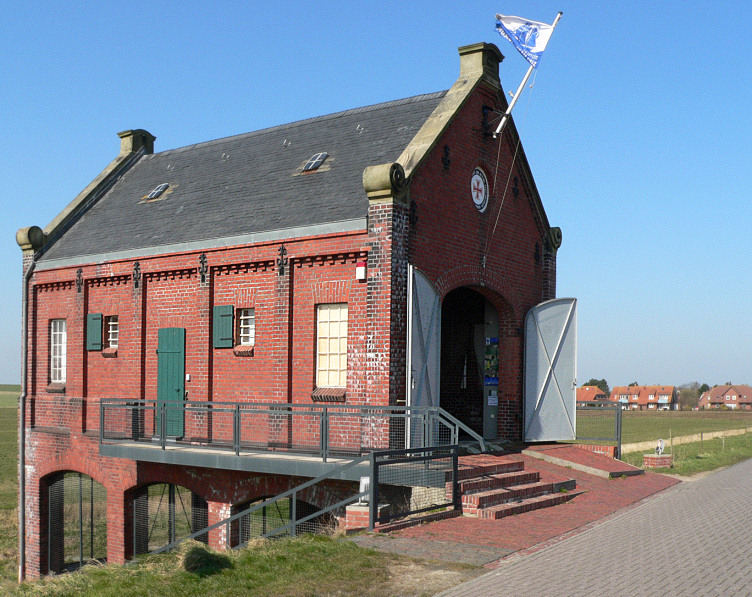
Alter Rettungsschuppen Carolinensiel

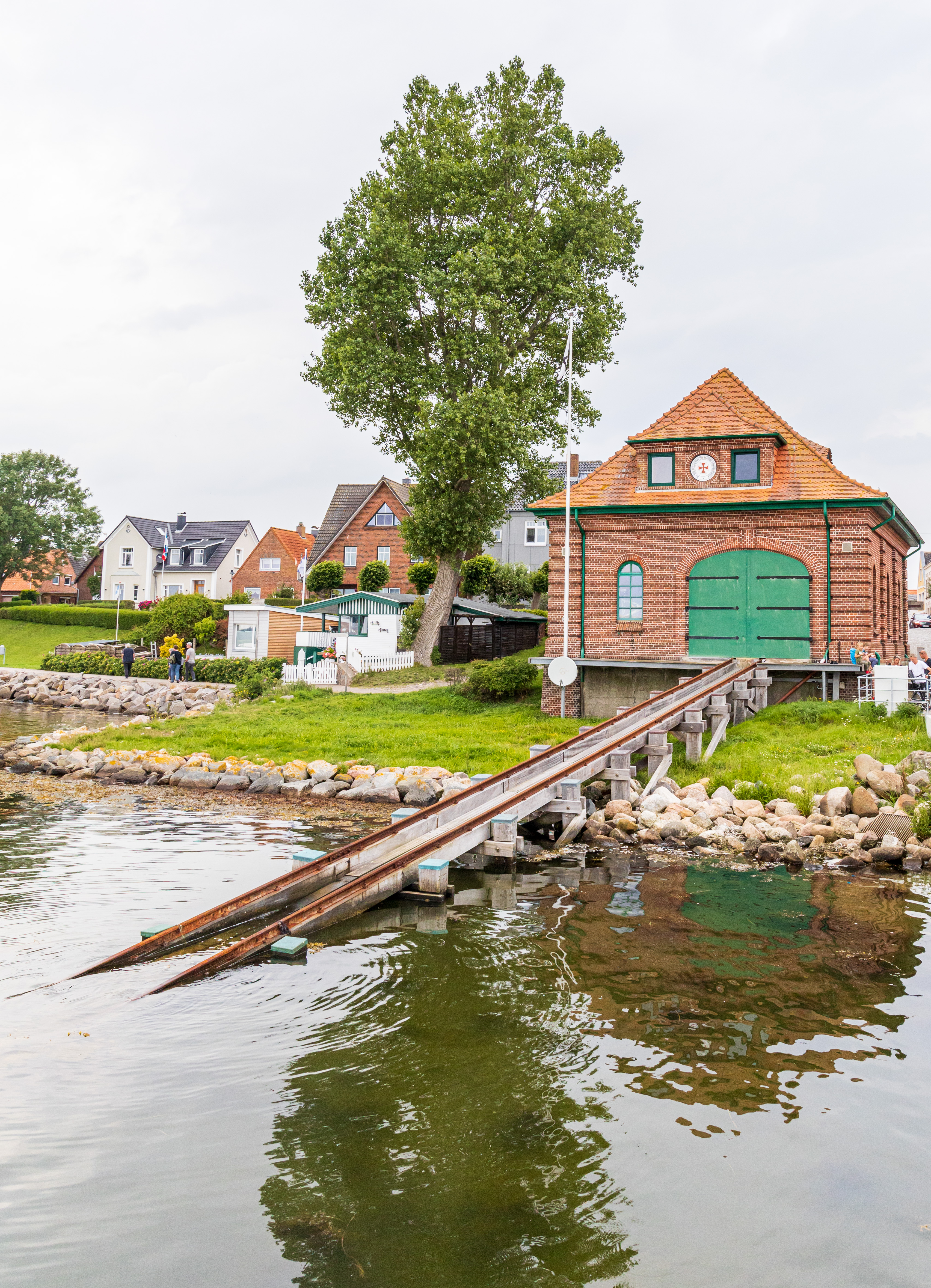
Slipanlage DGzRS Maasholm

1865 errichtete der Verein zur Rettung Schiffbrüchiger in Ostfriesland an der Friedrichsschleuse einen hölzernen Rettungsschuppen. Er lag innerhalb des Sielhafens am westlichen Ufer der Harle direkt am Wasser. Von der Seenotrettungsstation Horumersiel bzw. dem damaligen Standort in Schillighörn erhielt die neues Station das 7,5 Meter lange Rettungsboot vom Typ Peake, das für sechs Ruderer ausgelegt war. Das Boot war dort für den Transport mit Pferd und Wagen durch die Dünen zu schwer und konnte hier direkt zu Wasser gelassen werden. Nach dem 1868 erfolgten Anschluss der Gesellschaft an die Deutsche Gesellschaft zur Rettung Schiffbrüchiger (DGzRS) erfolgte ein Neubau des Schuppens an gleicher Stelle. Für das Jahr 1888 wird von einem Boot namens CAROLINENSIEL auf der Rettungsstation Friedrichsschleuse berichtet.
1911 errichtete die Gesellschaft den heute noch bestehenden Rettungsschuppen aus Backstein. Der neue Schuppen wurde auf die Seeseite der Schleuse verlegt, damit das Rettungsboot auch bei geschlossenen Sieltoren leichter zum Einsatz gelangen konnte. Da der Schuppen nun nicht mehr innerhalb des geschützten Ortes lag, wurde er aus Gründen der Hochwassersicherheit auf dem Deich und teilweise auf Stelzen errichtet. Die in der Liste von 1913 geführte Rettungsstation Carolinensiel verzeichnet ein Boot mit Namen E. A. OLDEMEYER. Das Boot war ein Deutsches Normalrettungsboot von 8,5 Meter Länge und konnte über eine hölzerne Ablaufbahn (Slipanlage) ins Wasser abgelassen werden.
Ab 1932 verfügten die Seenotretter über ein zehn Meter langes Motorrettungsboot. Die LOTSENKOMMANDEUR LAARMANN war 1930 gebaut worden und hatte vorher auf der Seenotrettungsstation Neuharlingersiel in Dienst gestanden. Mit ihrem 20-PS-Motor konnte das Stahlboot sieben Knoten Fahrt erreichen. Nach dem Kriegsende 1945 wurde es außer Dienst gestellt und die Station aufgelöst.
Mit Gründung des Sielhafenmuseums in Carolinensiel stiftete der Eigentümer von Grundstück und Gebäude beides dem Museum, das darin eine Dauerausstellung zum Rettungswesen der DGzRS an der Nordsee einrichtete. Als Besonderheit wird das ehemalige Ruderrettungsboot GENERALPOSTMEISTER vom Baujahr 1926 gezeigt. Das Deutsche Normalrettungsboot hatte bis 1943 in Ostpommern auf der Station in Stolpmünde (heute Ustka in Polen) Dienst getan. Das Museum konnte 2002 das zwischenzeitlich als Segelkutter und Motorboot unterwegs gewesene Boot erwerben und versetzte es zurück in den Ursprungszustand.